# Büyükavulcuk, Ödemiş
Büyükavulcuk là một xã thuộc huyện Ödemiş, tỉnh İzmir, Thổ Nhĩ Kỳ. Dân số thời điểm năm 2010 là 281 người.